# Parkbos (Gent)

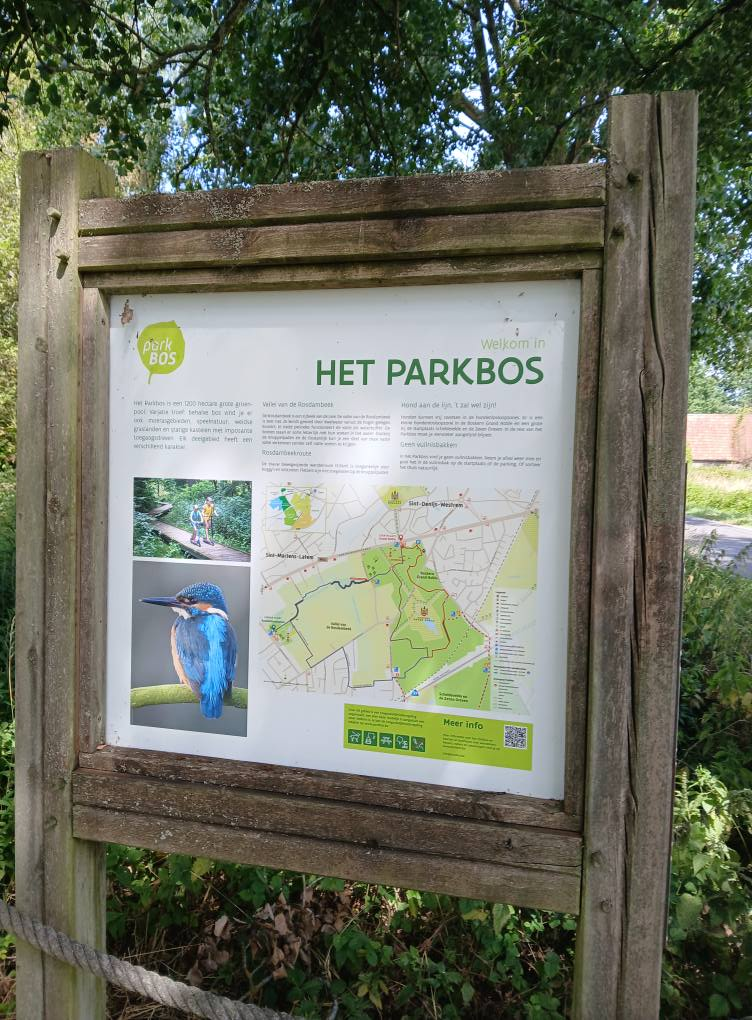
Parkbos

Het Parkbos is een bos- en parkgebied van 1200 ha in het zuiden van Gent en in de gemeenten De Pinte en Sint-Martens-Latem in Oost-Vlaanderen. Het vormt een van de vier nieuwe groenpolen (in aanleg) rond de stad Gent. De andere drie zijn de Gentbrugse Meersen, de Vinderhoutse Bossen en het Wonderwoud op het Oud Vliegveld van Lochristi.
Het gebied omsluit 340 ha bosgebied, 200 ha park- en natuurgebied en 500 ha landbouwgebied. Hierin zitten een aantal reeds bestaande parken en bossen zoals Scheldevelde, Park de Ghellinck d'Elseghem en Maaltebruggepark alsook verschillende kasteelsites. Andere delen zijn nieuwe aanplantingen.
De twee Parkbosbruggen voor fietsers en voetgangers werden aangelegd over de E40 en de Ringvaart voor de aansluiting naar Gent en als deel van de fietssnelweg F7 en F45, op de voormalige route van de spoorlijn De Pinte-Gent.
Vanuit verschillende portalen krijgen de bezoekers toegang tot de wandel-, fiets- en ruiterpaden.

## Portaal De Beer

### Speelbos Speelrijk
In april 2022 openden een Multimovepad (met natuurlijke hindernissen en houten constructies voor kinderen) en het Speelbos Speelrijk. Dat laatste is een speelbos van 16 ha met natuurlijke speelelementen zoals boomstammen, wilgentunnels en speelgrachten. Het kwam er in samenwerking met Sport Vlaanderen en het Agentschap voor Natuur en Bos.

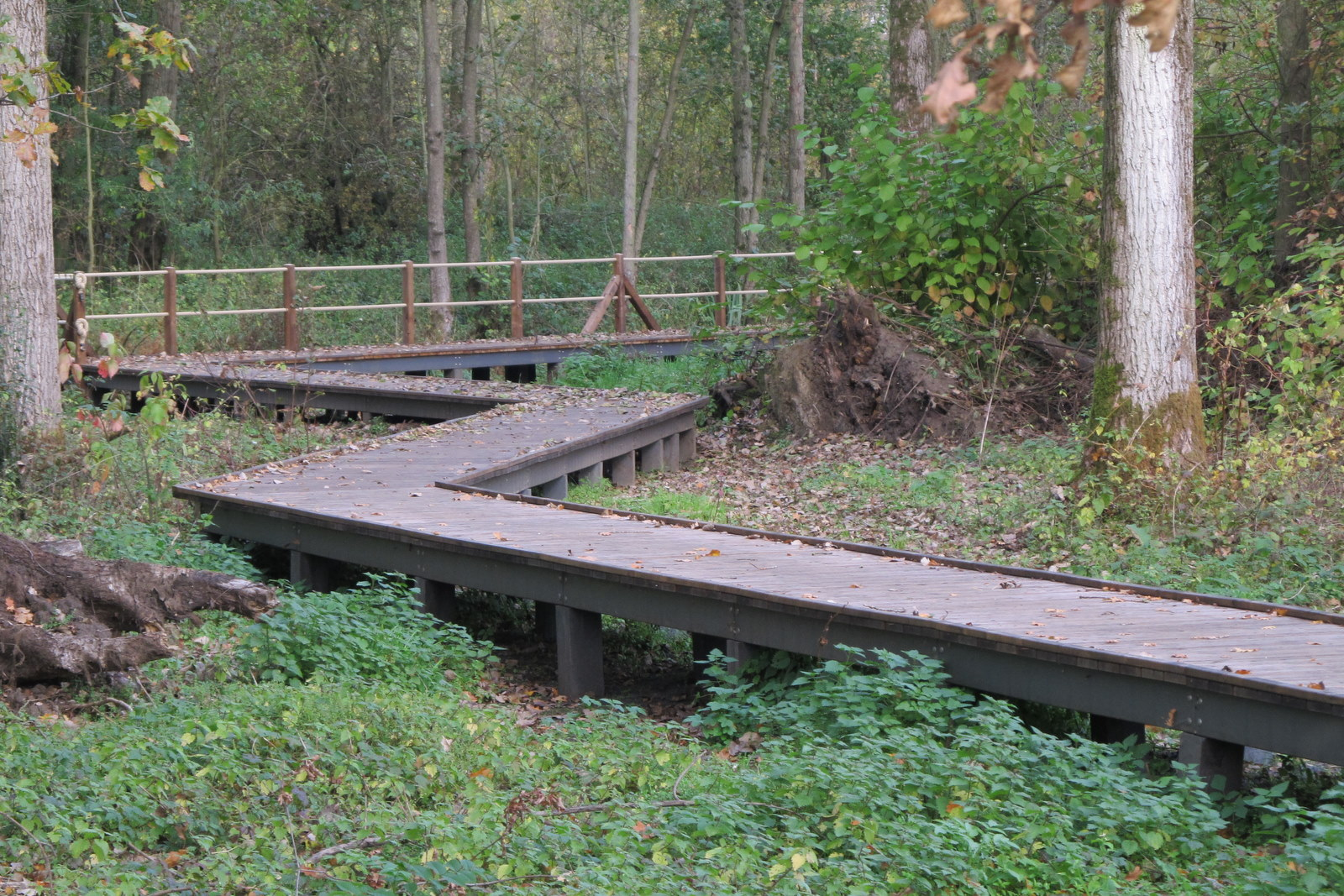
knuppelpad in het Parkbos nabij de Rosdambeek
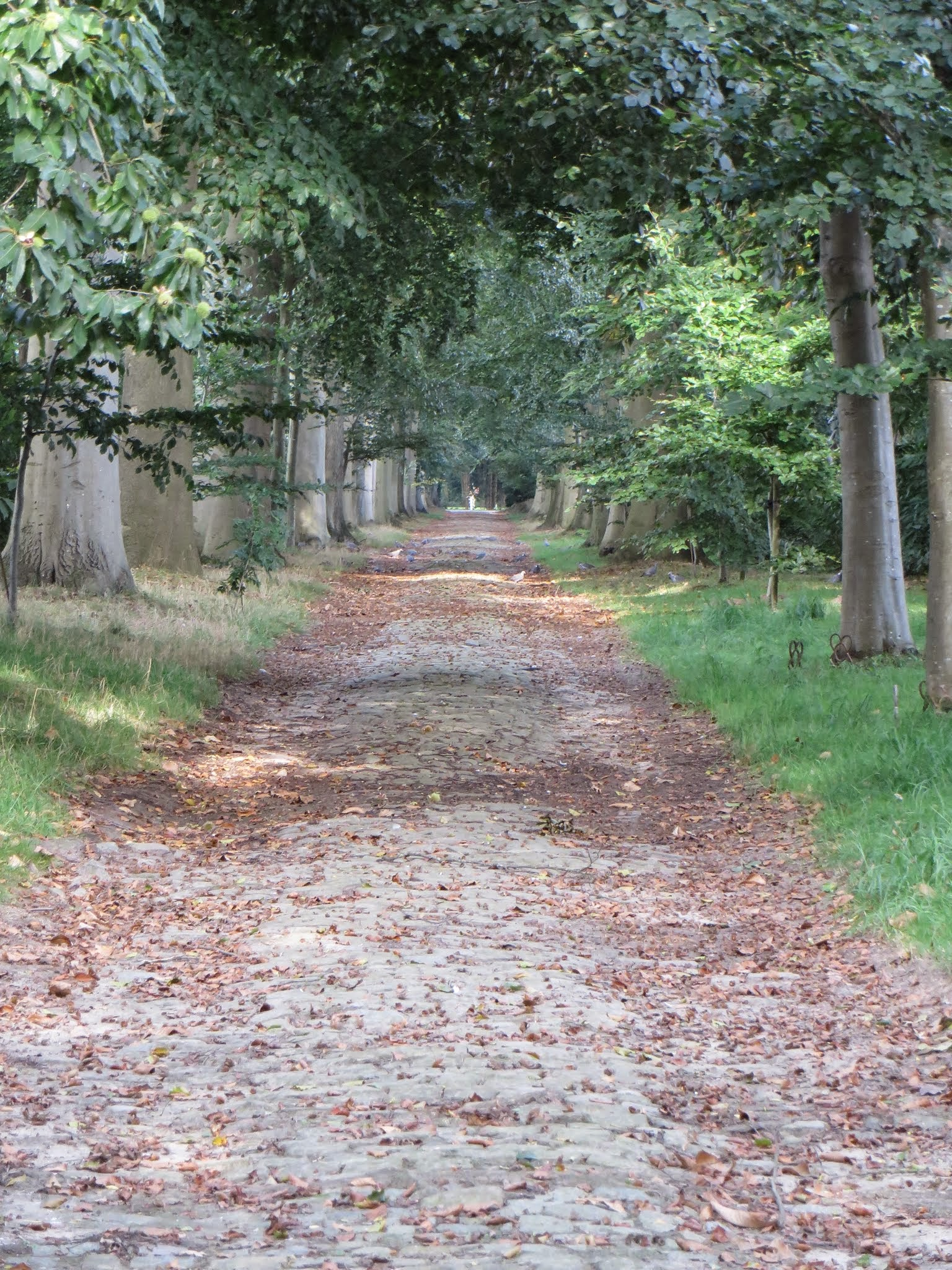
dreef nabij Kasteel Scheldevelde
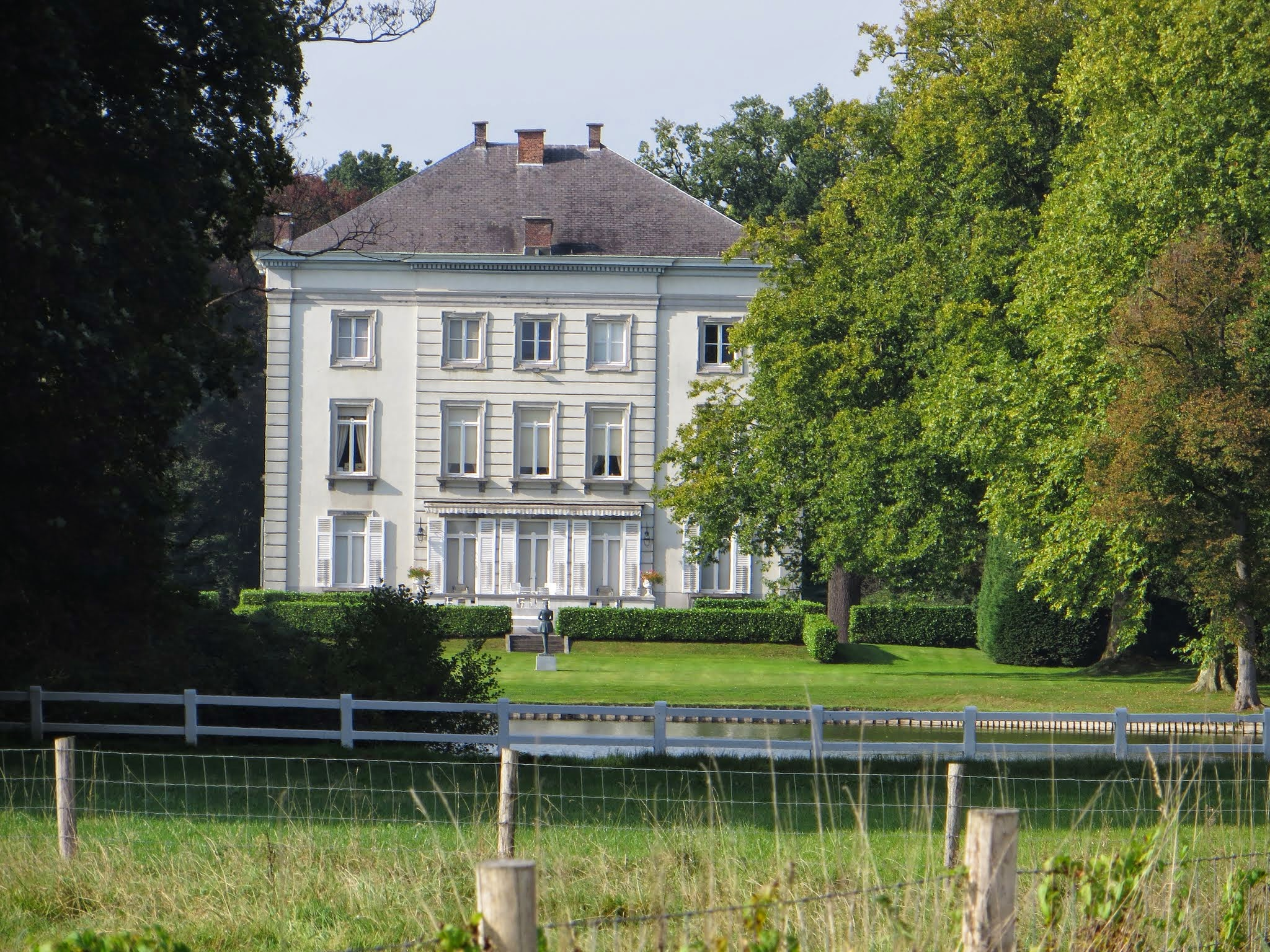
zicht op achterzijde kasteel Grand Noble vanuit Parkbos
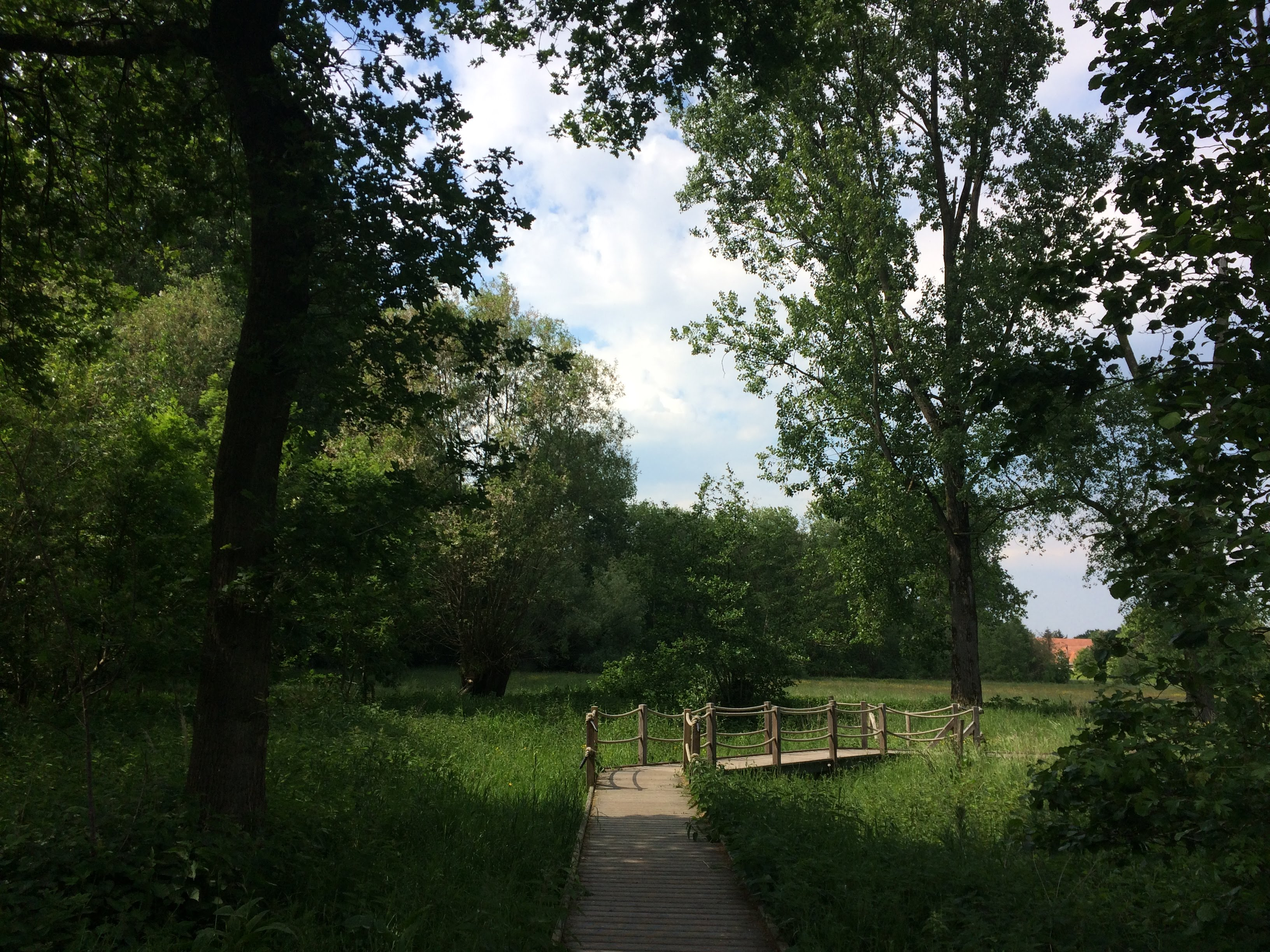
Parkbos in Sint-Martens-Latem